# CAGE FORCE EX -eastern bound- (2007年5月)
CAGE FORCE EX -eastern bound-（ケージ・フォース・イーエックス イースタン・バウンド）は、日本の総合格闘技団体「CAGE FORCE」の大会の一つ。2007年5月27日、東京都江東区有明のディファ有明で開催された。

## 大会概要
大会では、CAGE FORCEウェルター級王座決定トーナメント準々決勝のうち2試合が行われた。
セミファイナルでは吉田善行がマット・ケインをTKOで破り準決勝進出を決め、メインイベントでは、ダン・ハーディーが石毛大蔵を判定で破り準決勝進出を決めた。

## 試合結果
第1試合 フェザー級 5分2R
○  清水隼人 vs.  西村広和 ×
1R 0:23 TKO（レフェリーストップ：パウンド）
第2試合 ライト級 5分2R
△  吉田幸治 vs.  西野聡 △
2R終了 判定1-1
第3試合 ライトヘビー級 5分2R
○  内藤征弥 vs.  マコ・ドラゴン ×
1R 1:58 チョークスリーパー
第4試合 ライトヘビー級 5分2R
○  御子柴直司 vs.  圭太郎 ×
2R終了 判定3-0
第5試合 ウェルター級 5分2R
○  瀬戸哲男 vs.  宮谷英樹 ×
2R終了 判定3-0
第6試合 ライト級 5分2R
○  ISE vs.  池田祥規 ×
1R 4:32 TKO（レフェリーストップ：右バックハンドブロー）
第7試合 フェザー級 5分2R
○  中原太陽 vs.  キム・インソク ×
1R 1:54 フロントチョーク
第8試合 ウェルター級王座決定トーナメント 準々決勝 5分3R
○  吉田善行 vs.  マット・ケイン ×
1R 2:59 TKO（レフェリーストップ：パウンド）
※吉田がトーナメント準決勝進出。
第9試合 ウェルター級王座決定トーナメント 準々決勝 5分3R
○  ダン・ハーディー vs.  石毛大蔵 ×
3R終了 判定3-0
※ハーディーがトーナメント準決勝進出。